# Église Saint-Martin de L'Armentera
L'église Saint-Martin de L'Armentera est un édifice religieux situé dans la commune de L'Armentera, en Catalogne (Espagne). Il est classé dans l'Inventaire du patrimoine architectural de Catalogne.

## Description
L'église de Saint-Martin est constituée d'une nef unique, d'une croisée du transept et de chapelles latérales. Son abside est pentagonale est possède une petite rosace dans sa partie supérieure. La décoration de l'église est entièrement de style néoclassique, avec par exemple ses colonnes et chapiteaux corinthiens. Les arcs des chapelles sont en plein cintre. La façade de l'église est simple, sans ornements à l'exception d'une rosace. Le clocher est de forme octogonale et est percé de petites fenêtres courant le long de l'escalier. Le toit de l'église est à deux versants et comporte en son sommet une croix celtique. Le toit de l'abside est quant à lui à quatre versants.

## Histoire
L'église de Saint-Martin est mentionnée pour la première fois au Xe siècle en 974 et en 982.
L'édifice actuel a été bâti au XIXe siècle sur des fondations du XIIe siècle et du XIIIe siècle.

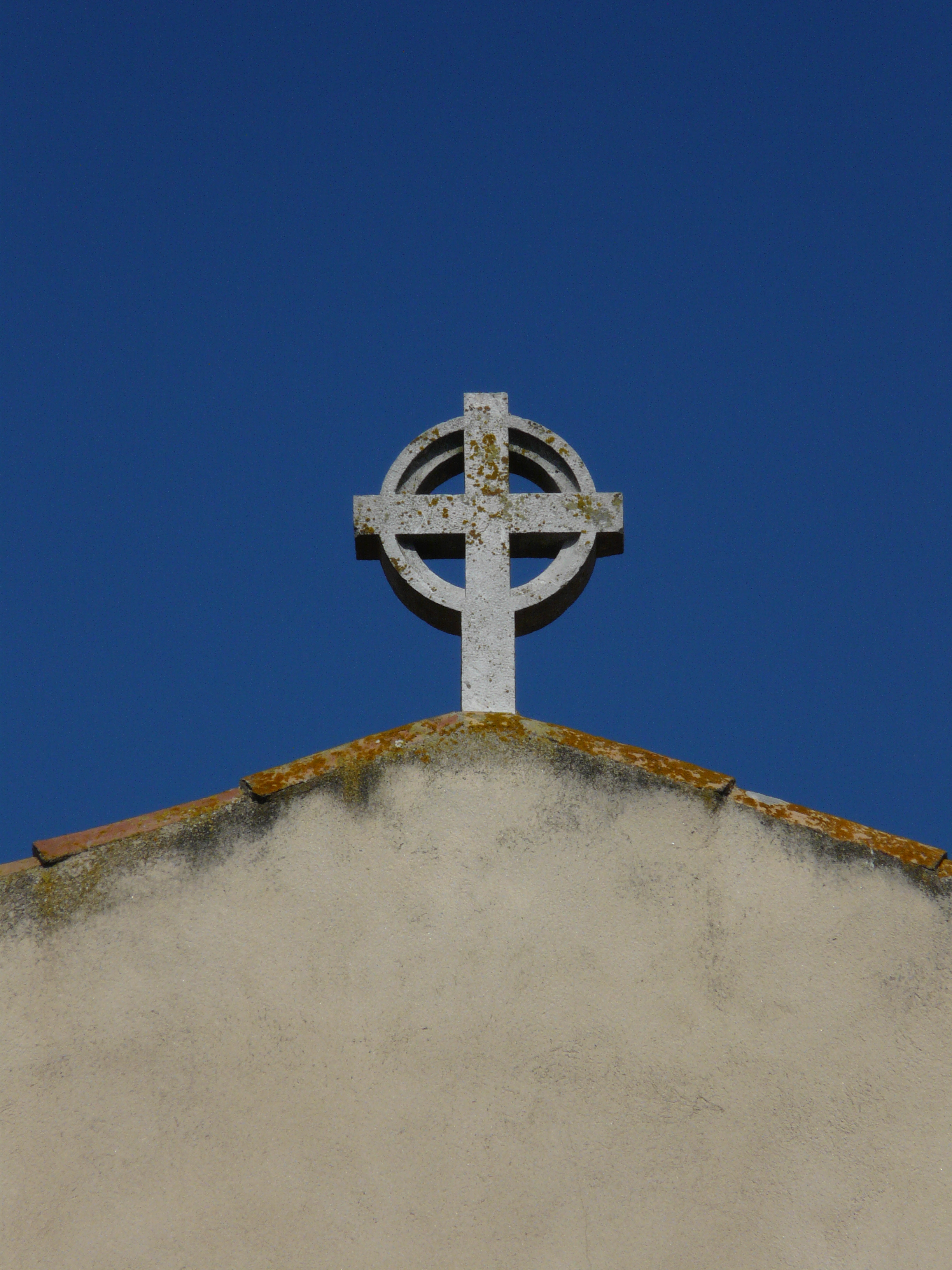
La croix celtique
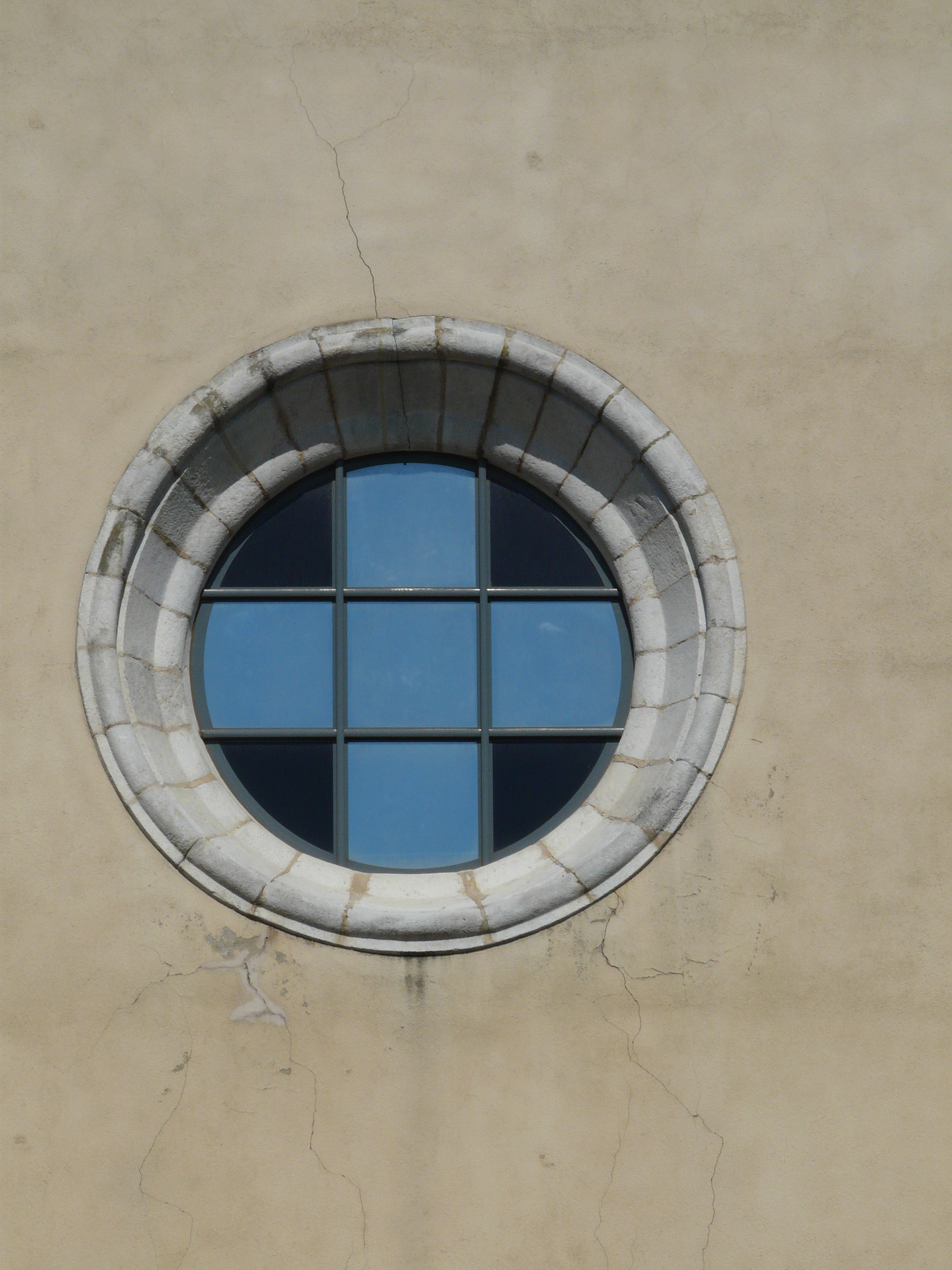
La rosace de la façade
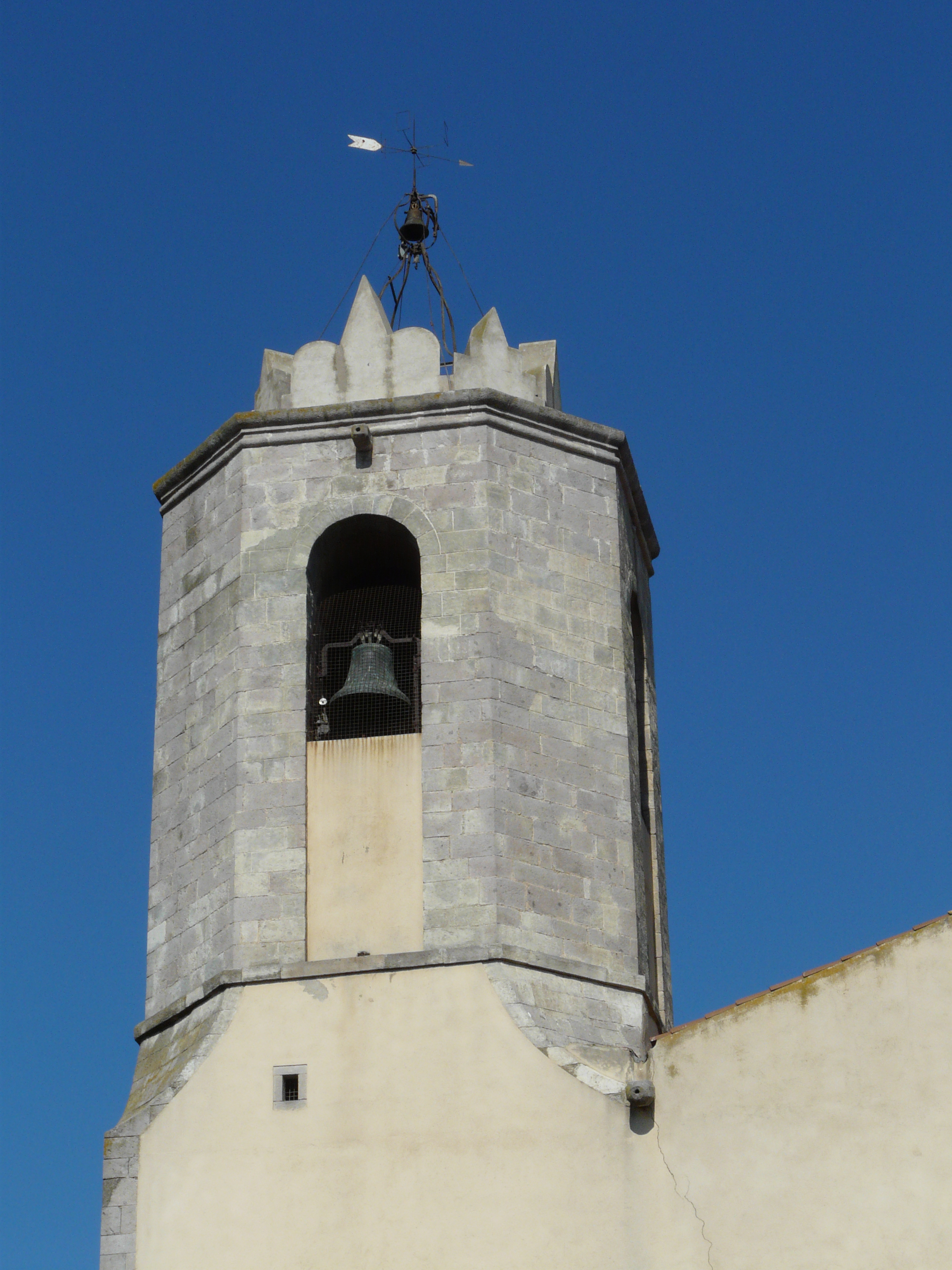
Le clocher
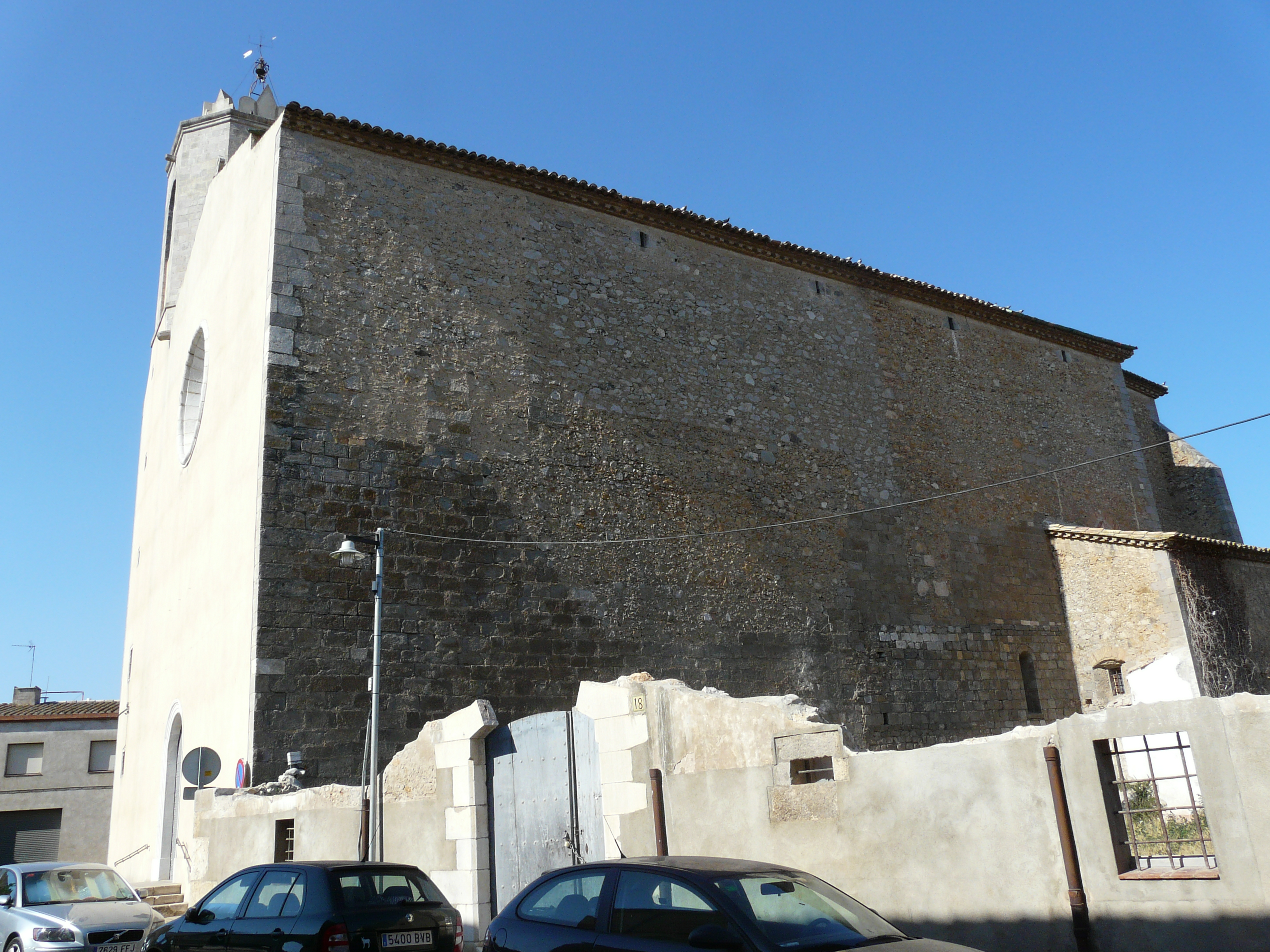
Vue latérale